# Manu Bhaker
Manu Bhaker (Haryana, 18 de febrero de 2002) es una tiradora deportiva india. Representó a su país en la Copa Mundial ISSF en 2018 obteniendo dos medallas doradas, convirtiéndose en la deportista india más joven en conseguir dicha presea. Ganó además dos medallas doradas en los Juegos de la Mancomunidad de 2018. En los Juegos Olímpicos de la Juventud 2018 celebrados en Buenos Aires, Argentina, Bhaker logró ganar una medalla dorada en la categoría pistola de aire comprimido 10 metros y una medalla de plata en la misma modalidad haciendo parte del equipo mixto internacional.